# Schleswig-Holsteinischer Gemeindetag
Der Schleswig-Holsteinische Gemeindetag (SHGT) ist ein kommunaler Spitzenverband mit Sitz in Kiel. Der eingetragene Verein bezeichnet sich als frei von staatlicher Kontrolle, parteipolitisch unabhängig und nur den Mitgliedern verpflichtet. Mitglieder sind Gemeinden, Ämter und Zweckverbände in Schleswig-Holstein. Geschäftsführendes Vorstandsmitglied und Landesgeschäftsführer ist Jörg Bülow.

## Mitglieder
Von 1104 Gemeinden und Städten in Schleswig-Holstein gehören 1046 dem SHGT ebenso an wie die 83 Ämter und über 50 Zweckverbände. Die 1183 Mitgliedskörperschaften umfassen damit 94 Prozent der Gemeinden, 87 Prozent der Fläche, 85 Prozent der kommunalen Mandatsträger (rund 11.000) und 46 Prozent der Einwohner (1,3 Millionen) Schleswig-Holsteins. Der SHGT ist damit größter kommunaler Landesverband.

## Stellung des SHGT als kommunaler Landesverband
Aus der Bedeutung der Gemeinden ergibt sich auch der Stellenwert der kommunalen Landesverbände und damit des Schleswig-Holsteinischen Gemeindetages. Nach § 132 der Gemeindeordnung für Schleswig-Holstein sind die kommunalen Landesverbände rechtzeitig zu Entwürfen von Rechtsvorschriften und allgemeinen Verwaltungsvorschriften zu hören, die die Selbstverwaltung der Gemeinden berühren. Hierüber gibt es eine Vereinbarung mit der Landesregierung.
§ 25 Absatz 3 der Geschäftsordnung des Landtages schreibt vor, dass die kommunalen Landesverbände zu Gesetzentwürfen, Haushaltsvorlagen oder eine über den Bereich des Landes hinausgehende Vereinbarung, die wichtige Belange der kommunalen Selbstverwaltung berühren, vom Landtag gehört werden. Aus dem besonderen Stellenwert der kommunalen Selbstverwaltung in der Verfassung und der mittelbaren demokratischen Legitimation ihrer Verbandsorgane, die von unmittelbar gewählten Vertretungen bestimmt werden, ergibt sich die besondere Stellung des SHGT und der übrigen Kommunalen Landesverbände.

## Zweck
Der Verband hat laut Satzung unter anderem folgende Zwecke:
- Er fördert die gemeindliche Selbstverwaltung,
- wahrt ihre verfassungsmäßigen Rechte,
- vertritt die allgemeinen Belange seiner Mitglieder und
- pflegt den Erfahrungsaustausch.

## Ziele
Der Schleswig-Holsteinische Gemeindetag tritt dafür ein,
- dass den Gemeinden und Ämtern ein ihren Aufgaben entsprechender Anteil am Steueraufkommen von Bund und Land zuerkannt wird,
- dass Bund und Land ihren sonstigen Verpflichtungen gegenüber den Kommunen nachkommen, insbesondere für zusätzliche Aufgaben ein angemessener finanzieller Ausgleich gewährleistet wird,
- dass die Gesetzgeber in Brüssel, Berlin und in Kiel die Freiräume der Kommunen und der Bürger nicht durch Gesetzesperfektionismus einengen und
- dass eine orts- und bürgernahe gemeindliche Verwaltung möglichst kostengünstig und unbürokratisch die notwendigen hoheitlichen und wirtschaftlichen kommunalen Dienstleistungen für den Bürger erbringen kann.

## Organe und demokratischer Aufbau
Die politische Willensbildung des Schleswig-Holsteinischen Gemeindetages vollzieht sich auf breiter Basis durch demokratisch legitimierte Vertreter der Mitglieder, die entweder im kommunalen Bereich ehrenamtlich oder hauptberuflich tätig sind.

### Kreisverbände
Der Verband hat in allen 11 Kreisen des Landes einen Kreisverband.

### Die Delegiertenversammlung
Die Delegiertenversammlung mit 170 Delegierten aus den Kreisverbänden ist das oberste Organ und tritt in der Regel einmal im Jahr zusammen. Neben einem nichtöffentlichen Teil, in dem verbandsinterne Regularien beschlossen werden, ist sie zumeist mit einer öffentlichen Veranstaltung verbunden, zu der die politischen Repräsentanten des Landes eingeladen werden.
Im Abstand von mehreren Jahren wird die Delegiertenversammlung in Form eines Gemeindekongresses abgehalten, zu dem alle Gemeinden, Ämter und Zweckverbände mit ihren Vertretern eingeladen werden. Er ist jeweils einem überragenden Thema (zum Beispiel 2001: „Ehrenamt und Selbstverantwortung“; 2006: „Wir sind Freiheit: Lokal entscheiden – Gemeinsam handeln – Regional denken“) gewidmet, das losgelöst von der aktuellen Tageslage, Ausblick und Anregungen zu gemeindeübergreifenden und gesamtgesellschaftlichen Fragestellungen gibt. Am 6. Oktober 2017 hielt Bundespräsident Frank-Walter Steinmeier eine Rede beim Gemeindekongress, der dieses Mal unter dem Motto „Demokratie leben – Zukunft gestalten“ im Kieler Schloss stattfand.

### Der Landesvorstand
Der Landesvorstand besteht aus 17 Mitgliedern. Kraft Amtes gehören dem Landesvorstand die Vorsitzenden der Kreisverbände sowie der Landesgeschäftsführer als Geschäftsführendes Vorstandsmitglied an. Daneben hat die Delegiertenversammlung vier weitere Beisitzer als Vertreter des kommunalpolitischen Ehrenamtes (Bürgervorsteher), der Zweckverbände, der hauptamtlich verwalteten Gemeinden und der Amtsverwaltungen gewählt. Landesvorsitzender ist Thomas Schreitmüller.

### Beratungsgremien und Fachtagungen
Der Gemeindetag stellt den Erfahrungsaustausch und die fachliche Unterstützung der Arbeit des Landesvorstandes und der Landesgeschäftsstelle mit Hilfe von Fachausschüssen, temporären und ständigen Arbeitskreisen, regelmäßigen Fachtagungen für bestimmte Zielgruppen und zahlreiche Informationsveranstaltungen sicher.

### Fachausschüsse
Um das gesamte Aufgabenspektrum aufzubereiten, sind folgende Fachausschüsse gebildet worden:
- Rechts-, Verfassungs- und Finanzausschuss,
- Bau-, Planungs- und Umweltausschuss,
- Schul-, Sozial- und Kulturausschuss,
- Zweckverbandsausschuss.

Die Fachausschüsse wirken an den kommunalpolitischen Beratungen und an der Willensbildung des Gemeindetages durch regelmäßige Sitzungen mit. Die Fachausschüsse nehmen sich dabei vor allem bestimmter Sachthemen an und lassen die Erfahrungen der Praxis in die Arbeit der Landesgeschäftsstelle einfließen. Alle Kreisverbände entsenden Bürgermeister, Amtsvorsteher oder Leitende Verwaltungsbeamte in die Fachausschüsse. Über deren Arbeit wird in den Kreisverbänden berichtet.

### Konferenzen und Tagungen
- In der Bürgermeisterfachkonferenz haben sich die hauptamtlichen Bürgermeister und Amtsdirektoren zum Erfahrungsaustausch und zur Weiterbildung zusammengeschlossen. Dies erfolgt insbesondere auf einmal jährlich tagenden Konferenzen im Herbst, bei Bedarf zu besonderen Sachthemen und im Rahmen einer jährlichen Studienfahrt.
- Die ebenfalls regelmäßig stattfindenden Fachtagungen der Bürgervorsteher dienen zum einen dem Meinungs- und Erfahrungsaustausch des Ehrenamtes in den hauptamtlich verwalteten Gemeinden und zum anderen der Behandlung und Vertiefung von Fragen mit kommunalpolitischer Relevanz.
- Auf jährlichen Fachtagungen der Amtsvorsteher werden besondere Fragen der ländlichen Kommunalverwaltungen erörtert und dabei ein besonderes Schwergewicht auf die Bedeutung der ehrenamtlichen Verwaltungsträger in diesen Verwaltungen gelegt.
- Jedes Jahr lädt der Gemeindetag zu mehreren Kommunalen Fachtagungen mit spezieller Themenstellung ein.

## Arbeitskreise
Neben den Fachausschüssen werden in begrenzter Zahl Arbeitskreise eingerichtet, die die Arbeit der Fachausschüsse und des Landesvorstandes vorbereiten. Zeitlich begrenzte Arbeitskreise waren oder sind tätig zum Beispiel auf den Gebieten Weiterentwicklung der Amtsordnung, Verwaltungsstrukturreform, Neues kommunales Rechnungswesen, Landesentwicklung/Zentrale Orte, Kita-Reform und FAG-Reform.

## Zeitschrift „Die Gemeinde“
Die Verbandszeitschrift „Die Gemeinde“ wird seit 1949 herausgegeben und erscheint monatlich. Sie ist das kommunalpolitische Sprachrohr des Schleswig-Holsteinischen Gemeindetages. Als einzige spezielle schleswig-holsteinische Fachzeitschrift für die Selbstverwaltung enthält sie neben Fachartikeln unter anderem die kommunalrelevante Rechtsprechung des Schleswig-Holsteinischen Oberverwaltungsgerichts. Sie gehört bundesweit zu den größten und am meisten verbreiteten verwaltungswissenschaftlichen Zeitschriften.